# Кузьминка (Красноярский край)
Кузьминка — деревня в Уярском районе Красноярского края. Входит в состав Толстихинского сельсовета.

## География
Деревня находится в южной части края, в пределах Алтае-Саянского горнотаёжного района, на левом берегу реки Большая Авда, на расстоянии приблизительно 9 километров (по прямой) к юго-востоку от Уяра, административного центра района. Абсолютная высота — 356 метров над уровнем моря.
Климат
Климат характеризуется как резко континентальный, с продолжительной морозной зимой и коротким тёплым летом. Средняя температура воздуха самого тёплого месяца (июля) составляет 18,7 °C (абсолютный максимум — 38 °C); самого холодного (января) — −21 °C (абсолютный минимум — −48 °C). Продолжительность безморозного периода составляет в среднем 96 дней. Среднегодовое количество атмосферных осадков достигает 600 мм, из которых 317 мм выпадает в июле-августе.

## История
Основана в 1890 году. По данным 1926 года имелось 59 хозяйств и проживало 345 человек (165 мужчин и 180 женщин). В национальном составе населения того периода преобладали русские. Функционировала школа I ступени. В административном отношении входила в состав Толстихинского сельсовета Уярского района Красноярского округа Сибирского края.

## Население
| 2010 |
| ---- |
| 55   |

Половой состав
По данным Всероссийской переписи населения 2010 года в гендерной структуре населения мужчины составляли 52,5 %, женщины — соответственно 47,5 %.
Национальный состав
Согласно результатам переписи 2002 года, в национальной структуре населения русские составляли 95 % из 89 чел.